# ناديجدا كالينينا
ناديجدا كالينينا (بالروسية: Калинина, Надежда Станиславовна)‏ هي مصممة رقص روسية، ولدت في 22 أكتوبر 1982.